# Vampyressa bidens
Vampyressa bidens — вид родини листконосові (Phyllostomidae), ссавець ряду лиликоподібні (Vespertilioniformes, seu Chiroptera).

## Опис
Довжина голови й тіла від 5 до 6 см, передпліччя від 3.5 до 3.7 см, вага в середньому 12 гр. 

## Середовище проживання
Країни поширення: Болівія, Бразилія, Колумбія, Еквадор, Французька Гвіана, Гаяна, Перу, Суринам, Венесуела. Асоціюється з вологими місцями. Живе в вічнозелених лісах низовини. 

## Життя
Споживає в основному інжир. Живиться в сутінках. Група знаходить притулок в отворах, поряд з кажанами інших видів.